# Guzmania farciminiformis
Guzmania farciminiformis är en gräsväxtart som beskrevs av Hans Edmund Luther. Guzmania farciminiformis ingår i släktet Guzmania och familjen Bromeliaceae. Inga underarter finns listade i Catalogue of Life.

## Bildgalleri

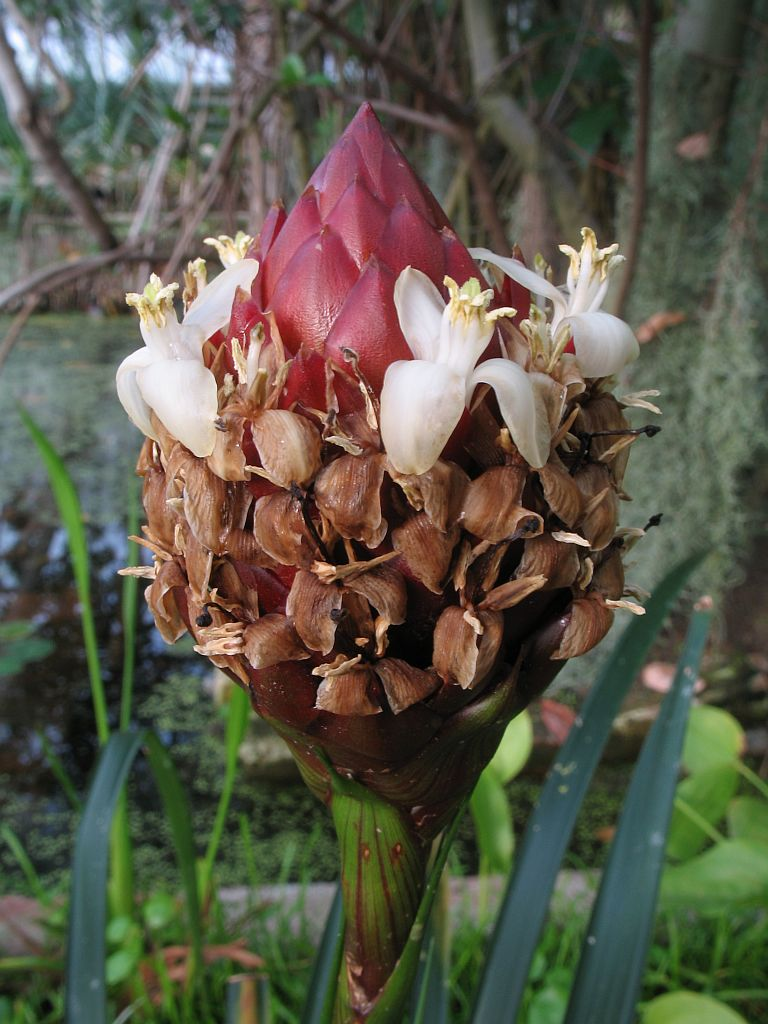
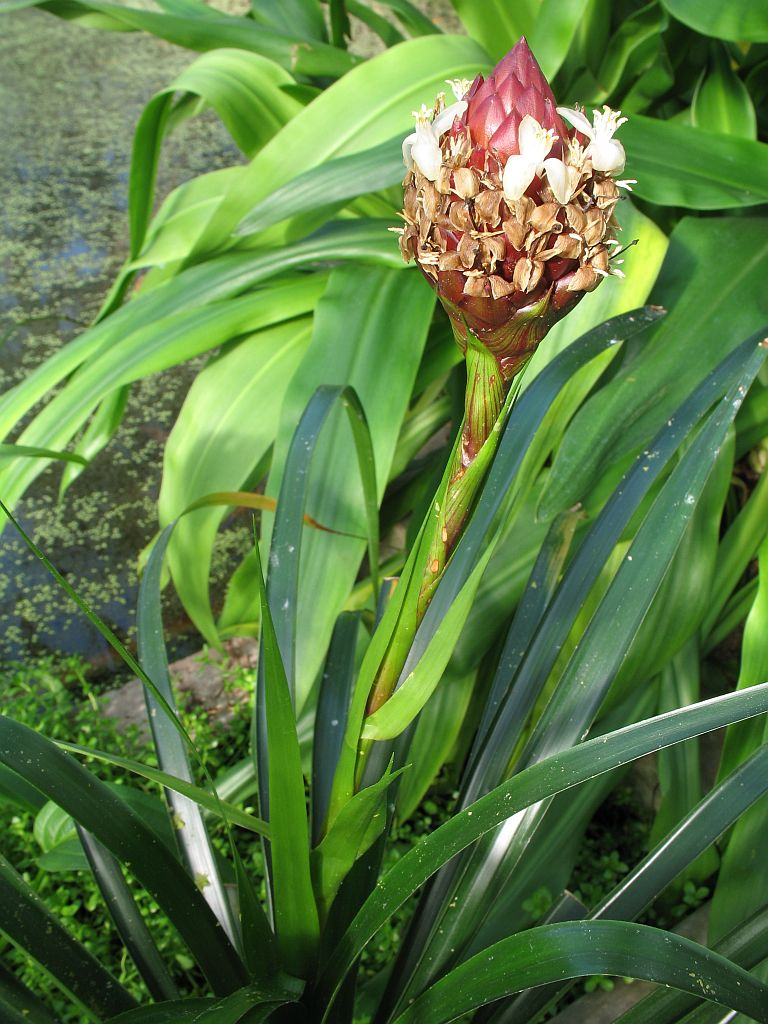
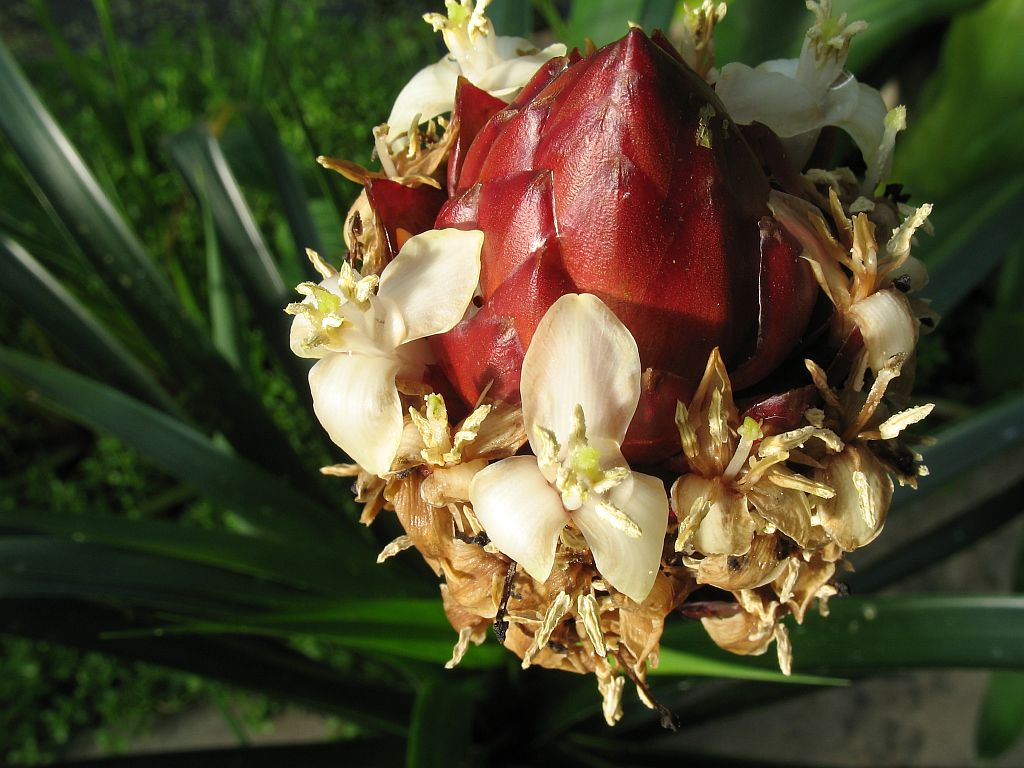